# Halvaria
Halvaria es un grupo de organismos que está conformado a su vez por Stramenopiles y Alveolata. Son protistas o cromistas (dependiendo del sistema de clasificación) de metabolismo fotosintético o heterótrofo. Aquellos que son fotosintéticos, presentan clorofila a y c, al igual que los rodoplastos de las algas rojas.
Análisis proteicos y genéticos respaldan este grupo que en 2010 recibió el nombre Halvaria.